# Сибирская улица (Санкт-Петербург)
Сиби́рская улица — улица в Калининском районе Санкт-Петербурга. Проходит от Кондратьевского проспекта до Замшиной улицы.

## История
Ранее называлась Благовещенской улицей (название известно с 1901 года). Топоним дан по часовне Благовещения Пресвятой Богородицы при церкви Воскресения Христова, располагавшейся в здании богадельни на углу Безбородкинского (ныне Кондратьевского) проспекта.
Современное название присвоено 12 ноября 1962 года. В начале 1960-х годов другая Сибирская улица в селе Рылееве (ныне часть микрорайона Купчино) исчезла, поскольку на её месте был проложен проспект Славы. С целью сохранения этого топонима решили переименовать Благовещенскую улицу в Пискарёвке.

## Пересечения
- Кондратьевский проспект
- Замшина улица

## Транспорт
Ближайшие к Сибирской улице станции метро — «Площадь Мужества», «Лесная» и «Площадь Ленина» 1-й (Кировско-Выборгской) линии.